# Hey, Hey!
Hey, Hey! är en sång och en singel av den svenske artisten Olle Ljungström från 2002. Den fanns med på Ljungströms sjätte soloalbum, Syntheziser (2002).

## Låtlista
Text: Olle Ljungström. Musik: Heinz Liljedahl.
1. "Hey, Hey!" (4:19)